# 北井波治目

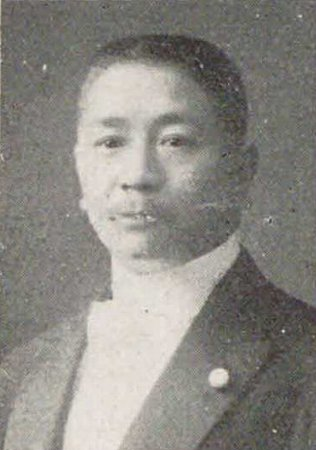
北井波治目

北井 波治目（きたい はじめ、明治3年10月15日（1870年12月9日） - 昭和11年（1936年）10月16日）は、衆議院議員（立憲政友会）、弁護士。

## 経歴
駿河国豊田郡佐久間村出身（現在の静岡県浜松市天竜区）。1893年（明治26年）、日本法律学校（現在の日本大学）を卒業した。翌年に弁護士試験に合格し、弁護士業務に従事した。1898年（明治31年）、判事となり、五條区裁判所判事、名古屋区裁判所判事、岐阜地方裁判所判事を歴任した。1901年（明治34年）、退官して弁護士に復帰した。
1917年（大正6年）、第13回衆議院議員総選挙に出馬し、当選。第14回衆議院議員総選挙でも再選された。
その他、福川汽船株式会社・セミ肥料株式会社取締役、福川林業株式会社・入山採炭株式会社・国光印刷株式会社監査役などを務めた。

## 親族
- 高橋泰雄 - 長女の夫[2]。衆議院議員・浦和市長。